# Skirt, hirari
„Skirt, hirari” (jap. スカート、ひらり Sukāto, hirari) – singel japońskiego zespołu AKB48, wydany w Japonii przez AKS 7 czerwca 2006 roku.
Singel osiągnął 13 pozycję w rankingu Oricon i pozostał na liście przez 6 tygodni, sprzedał się w nakładzie 20 609 egzemplarzy.

## Lista utworów
| Nr | Tytuł                                                             | Słowa           | Kompozycja      | Aranżacja        | Czas |
| -- | ----------------------------------------------------------------- | --------------- | --------------- | ---------------- | ---- |
| 1. | „Skirt, hirari” (jap. スカート、ひらり)                           | Yasushi Akimoto | Mio Okada       | Atsushi Umebori  | 4:02 |
| 2. | „Aozora no soba ni ite” (jap. 青空のそばにいて)                   | Yasushi Akimoto | Yuichi Yaegashi | Ichinen Yamazaki | 5:08 |
| 3. | „Skirt, hirari” (jap. スカート、ひらり) (Karaoke Version)         |                 | Mio Okada       | Atsushi Umebori  | 4:02 |
| 4. | „Aozora no soba ni ite” (jap. 青空のそばにいて) (Karaoke Version) |                 | Yuichi Yaegashi | Ichinen Yamazaki | 5:08 |

## Skład zespołu
- Team A: Tomomi Itano, Mai Ōshima, Haruna Kojima, Minami Takahashi (środek), Risa Narita, Atsuko Maeda (środek), Rina Nakanishi.

## Inne wersje
- Tajska grupa BNK48, wydała własną wersję tytułowej piosenki, pt. „Skirt Hirari” (taj. พลิ้ว), na drugim singlu Koisuru Fortune Cookie w 2017 roku.